# 湿地松
湿地松（学名：Pinus elliottii），又稱艾氏松或愛氏松，为松科松属的植物。

## 形态
常绿乔木，高可达36米；黄褐色粗壮的小枝，叶子2-3针一束，长15-30厘米，2-10内生的树脂管；椭圆状圆锥形红褐色毬果，长7.5-17厘米，有短柄，种鳞的鳞脐有尖刺。
特徵:
[莖] 樹皮灰褐色，縱裂成大麟片狀剝落
[葉] 顏色翠綠。它的葉子長得很像針
[花] 花期為二到三月間
[果] 毬果圓錐形或窄卵圓形

## 分布
原產於美國東南部阿拉巴馬州，佛羅里達州等地，分布于台湾岛、美国东南部以及中国大陆的江浦、福建：闽侯、广东：广州、江西：吉安、江苏：南京、桂林、台山、湖北：武汉、浙江：安吉、安徽：泾县、广西：柳州、香港等地，目前已由人工引种栽培。由於在香港廣泛被種植，因此與台灣相思，紅膠木並稱為「植林三寶」。

## 用途
湿地松材质比较松软，耐朽力强；亦为优良的产脂树种，产脂多，质量好。

## 伸延閱讀
- 昆明植物研究所. . 《中国高等植物数据库全库》. 中国科学院微生物研究所.   [2009-02-25]. （原始内容存档于2016-03-05）.